# Geta Burlacu

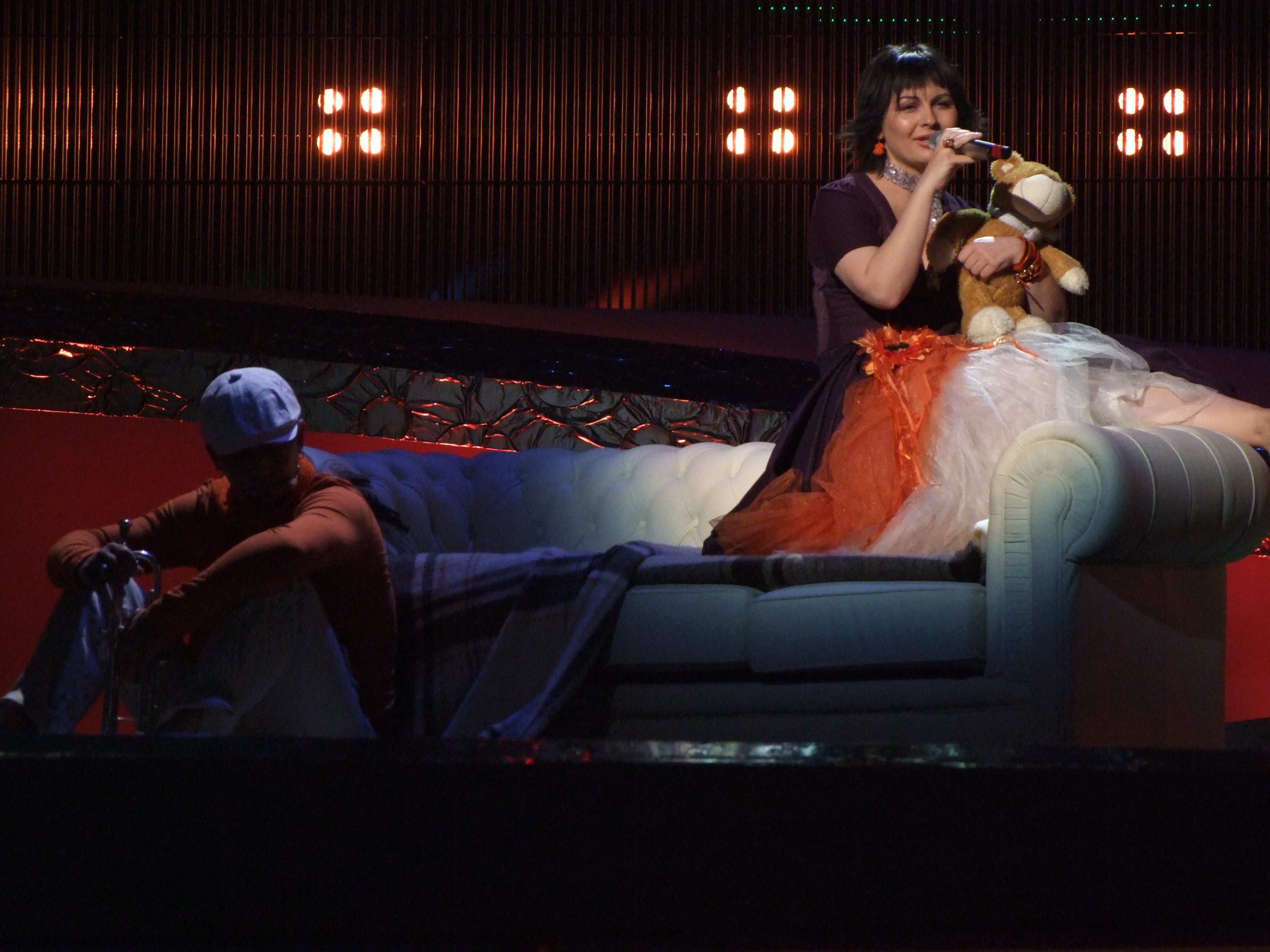
Geta Burlacu im Halbfinale des Eurovision Song Contest 2008

Geta Burlacu (russisch Джета Бурлаку; * 22. Juli 1974 in Bălți; eigentlich Georgeta Povorozniuc) ist eine moldauische Jazz-Sängerin. Sie vertrat Moldau beim Eurovision Song Contest 2008 in Belgrad.

## Biografie
Geta Burlacu wurde im damals noch sowjetischen Bălți geboren. Sie hat an der Musikhochschule in ihrer Heimatstadt Geige und am moldauischen Konservatorium in Chișinău Jazz studiert. Seitdem sang sie Solo und mit den Bands Univox Vocal Band, Acid Grape und Right Horns.

### Eurovision Song Contest 2008
2006 nahm Burlacu an der moldauischen Vorentscheidung teil. Diese gewann sie auch, jedoch mit zwei Gleichplatzierten. Nach der Regel hätte das jüngste Jurymitglied entscheiden müssen, dieses wollte jedoch nicht entscheiden. Es wurde ein zweiter Vorentscheid veranstaltet, an dem nahm Burlacu jedoch nicht mehr teil.
2008 nahm sie wieder an der moldauischen Vorentscheidung teil und gewann mit dem Jazztitel A Century of Love erreichte das Finale der Vorentscheidung, bei dem Burlacu auch gewann. Im ersten Halbfinale des Eurovision Song Contest 2008 am 20. Mai 2008 gelang es Burlacu aber nicht, sich unter die beliebtesten zehn Beiträge zu platzieren und schied aus.